# Medaglia al merito aeronautico
La medaglia al merito aeronautico è una decorazione istituita dalla Repubblica italiana nel 1966, allo scopo di premiare attività e studi volti allo sviluppo ed al progresso dell'aviazione, in particolare di quella italiana, ovvero singole azioni da cui sia derivato lustro e decoro all'aviazione italiana.
Con la legge istitutiva è stata soppressa la Medaglia commemorativa d'imprese aeronautiche.
Con il decreto legislativo 15 marzo 2010, n. 66 è stata abrogata (art. 2268) la norma istitutiva del 1966 ed è stata nuovamente istituita (art. 1439) la ricompensa, con modifiche minori.
La medaglia può essere concessa in oro, argento o bronzo secondo la diversa importanza delle attività o delle azioni premiate, a cittadini italiani e stranieri, a comandi, corpi o enti.

## Concessione
La medaglia al merito aeronautico, come le altre ricompense al merito di Forza armata, è concessa dal Ministro della difesa.
Quando è destinata a premiare attività o azioni interessanti l'aviazione civile la concessione è effettuata dal Ministro della difesa di concerto con il Ministro delle infrastrutture e dei trasporti.
La normativa del 2010 (art 1445) prevede che il parere sulla concessione delle ricompense al valore o al merito di Forza armata sia espresso dalle commissioni previste dall'articolo 86 del Regolamento.
Se la Commissione non riscontra nell'azione compiuta gli estremi necessari per la concessione, se comunque si tratta di atti di coraggio, può proporre l'invio dei documenti relativi al Ministero dell'interno per l'eventuale concessione di ricompense al valore o al merito civile.

### Precedente normativa
Secondo la normativa del 1966 la medaglia al merito aeronautico quando era destinata a premiare attività o azioni interessanti l'Aeronautica Militare era concessa dal Ministro per la difesa su parere di una Commissione composta dal Capo di Stato Maggiore e da due ufficiali generali dell'Aeronautica Militare.
Quando era destinata a premiare attività o azioni interessanti l'aviazione civile, la medaglia al merito aeronautico era concessa dal Ministro per la difesa di concerto con il Ministro per i trasporti e per l'aviazione civile su parere della Commissione di cui sopra integrata da due rappresentanti dell'Ispettorato generale dell'aviazione civile.
Segretario della Commissione era un ufficiale superiore dell'Aeronautica militare.

## Insegne
Le caratteristiche della medaglia e del nastro sono state confermate nell'art. 827 del Regolamento.
La medaglia consiste in un disco in oro, argento o bronzo del diametro di 40 millimetri che reca:
sul versonel semicerchio superiore l'emblema della Repubblica Italiana del diametro di 10 millimetri, al centro un'aquila ad ali spiegate delle dimensioni di millimetri 28 e la leggenda "al merito aeronautico" disposta lungo tutto il bordo del semicerchio inferiore;
sul rectoinciso il nome dell'insignito e l'anno di concessione.
La medaglia è sostenuta da un nastro di colore azzurro recante due filetti di colore rosso e bianco ai lati, ciascuno, rispettivamente, di millimetri 5 e 3 ed è portata sulla sinistra del petto.
In luogo delle medaglie è possibile portare un nastrino con applicata una corona turrita,
rispettivamente d'oro, d'argento e di bronzo.
| Nastrini |         |        |
| oro      | argento | bronzo |

All'atto del conferimento della medaglia al merito aeronautico viene rilasciato dal Ministro della difesa un certificato indicante il nome del premiato, la motivazione del premio, la data e il luogo del conferimento.